# Cerkev sv. Nikolaja, Dolenci
Cerkev sv. Nikolaja leži v kraju Dolenci in občini Šalovci. Spada v župnijo Dolenci. 
Dolenci so slovenski kraj brez vidnega madžarskega vpliva pred prvo svetovno vojno.  

## Župnija že 1331. leta
Najstarejši podatek o obstoju župnije Dolenci je iz leta 1331 in omenja duhovnika pri cerkvi. Po tem je mogoče sklepati, da je bila že tedaj tudi cerkev. Sedanjo cerkev pa naj bi zgradili 1543. leta. V vizitacijskem zapisniku iz leta 1698 piše, da je cerkev zgrajena  na prijaznem griču, od nekdanjih rimokatoličanov, posvečena v čast sv. Nikolaju (Miklavžu), z zidanim zvonikom. Zakristija je ob severni strani obokana. Notranjost pa je bila leta 1683 ob barbarskem pustošenju in požigu uničena. Zvon je samo eden, precej velik in v lesenem zvoniku, ki stoji na pokopališču na južni strani cerkve in je pokrit s skodlami. Župnišče je na zahodni strani poleg pokopališča.
Ustno izročilo pravi, da je bila cerkev zgrajena 1543. leta in jo je zgradil grof Nikolaj Malakoczi. Obnovljena je bila leta 1699 na stroške župljanov. Cerkev naj bi dal grof zgraditi zato, ker je na ta način izpolnil zaobljubo, ki si jo je naložil, ko je bil na lovu v gozdu, kjer ga je napadlo krdelo divjih svinj. Pred njimi se je rešil, saj je splezal na drevo, pozneje pa dal denar za zidavo cerkve sv. Nikolaja.
Leta 1756 pa je cerkev, ki je posvečena sv. Nikolaju zidana in s svetiščem obrnjeno na vzhod. Cerkev ima raven lesen strop, prevlečen z lomnim kamnom. Vrata so samo na zahodni strani. Nad vrati se dviga zidan zvonik, ki je pokrit s skodlami. Kor v cerkvi je lesen, prižnica na severni strani pa je kamnita.

## Znova zgrajena cerkev
Opis cerkve iz leta 1778 pravi, da je bila znova zgrajena leta 1776, razen svetišča. Zgradila jo je dala grofica - vdova Leopolda Nadasdyja. Zgrajena je iz kamna. V ladji je podolgovate oblike, v svetišču pa četverooglata. Oltar je samo eden v čast sv. Nikolaju. Obnovljena je tudi zakristija. Kor je zidan in prižnica lesena, pobarvana in pozlačena. Zvonik je nov, z žlebnjaki pokrit. Zvonova sta dva. Pokopališče je okoli cerkve. Bogoslužje je ob nedeljah in praznikih v župnijski cerkvi, razen na prvo postno nedeljo, ko se opravlja bogoslužje po stari navadi: maša v župnijski cerkvi, pridiga pa v Šalovcih v skednju, ker je cerkev tam porušena. Župnišče, je bilo sezidano leta 1826 s pomočjo grofovske družine Nadasdy.  
Madžarski škofje so dovolili, da so v sili (ob pomanjkanju župnikov) tudi laiki upravljali župnijo. Vizitacijski zapisnik iz leta 1698 opisuje, da je v Dolencih župnik licenciat Janoš Vogrinčič, doma od Sv. Jurija, star 30 let, in je v tej službi eno leto. Njegovo izobrazbo je vizitator označil kot, »syntaxi eruditus«, kar naj bi ustrezalo tedanjim trem razredom gimnazije. Ime licenciat prihaja od poblastila (licentia), ki so ga prejeli od škofa za poučevanje in branje božje besede.
K župniji so spadale vasi:
- 1697: Büdincz (Budinci), Ritkarócz (Ritkarovci, danes Verica-Ritkarovci), Sall (Šalovci)
- 1778: Büdincz, Ritkarócz, Sall
- 1845: Büdincz, Kisdolincz (Mali Dolenci), Ritkarócz, Sal

## Novejši čas
Verniki iz župnije sv. Nikolaja oziroma Miklavža v Dolencih so v novejšem času  obnovili župnišče, naredili hidroizolacijo in termoizolacijo cerkve, na novo uredili notranjost in tudi pročelje ter zvonik, postavili so nove klopi, namesto dotrajanih lesenih nosilcev kora so vgradili betonsko ploščo, kupili so enomanualne orgle z 9 registri in 527 piščalmi. V prezbiteriju so postavili nov daritveni oltar, obrnjem proti Ijudstvu. Uredili so avtomatsko zvonjenje. V dolensko župnijo so vključeni še verniki iz Budinec, Šalovec in Hodoša. Pomembnejša pridobitev v letu 1993 je reflektorska osvetlitev župnijske cerkve.
Dolenski župnik pa soupravlja še markovsko župnijo, v katero so vključeni Čepinci.
V letih 2000 do 2005 je slikar-restavrator Branko Duh poslikal cerkveno notranjost s freskami na  suhi omet.

## Arhitektura
Stavba je raščena arhitektura od gotike do baroka z mlajšimi predelavami. Sestavljajo jo pravokotna ladja z zaobljenimi vogali, gotski prezbiterij z oporniki, zakristija in zahodni zvonik.
Cerkev stoji sredi nasada divjih kostanjev, na najvišjem delu vasi, zahodno od ceste Dolenci - Končarski Breg.

## Župniki in kaplani

### Župniki
- Janoš Vogrinčič (1698) – Rodil se je v Svetem Jurju.
- Juri Pošgai (1757-1783/84?) (* Murska Sobota, o. 1729; † Dolenci, 18. julij 1784)
- Janoš Maritš (1783-1784) (* Sveti Jurij, o. 1757 ali 1767; † Gornji Senik, 24. april 1800)
- Franc Gomboši (1796-1801) (* Tropovci, 11. november 1770; † Nagykölked, pri Kermendinu, 30. november 1836)
- Miháo Kous (1801-1808) (* Šalovci, o. 1773; † Dolenci, 12. februar 1808)
- Fran Kosednar (1807-1808) (* Pertoča, o. 1774; † Kančevci, 25. oktober 1810)
- Janoš Lutar (1808-1835) (* Sebeborci, o. 1773; † Dolenci, 7. januar 1835)
- Franc Kovatš kapelan (1833-1834), potem župnik (1835-1857) (* Strehovci, 16. avgust 1805; † Dolenci, 5. november 1857)
- Franc Šbül (1858-1864)
- Alojz Matjašič (Matjašec) (1864-1865) (* ? 24. marec 1833; † Pertoča, 15. marec 1866)
- Karel Mentšik (1865-1911) (* Beltinci, 26. december 1839; † Dolenci, 26. maj 1911)
- Jožef Klekl (1910-1936)

### Kaplani
- Juri Küzmič (1785-1795) dekan Őrséga
- Šimon Čergič (1791-1796)
- Števan Raisar (1833-1834) (* Sombotel, 5. september 1805; † Bogojina, 18. september 1886)

### Župniki iz župnije
- Sebeščan Čöpinci (* Čepinci, o. 1688; † Troušče, pri Monoštru)
- Juri Copek (* Čopenci (Čepinci), o. 1725; † Rábahídvég, 13. november 1783) V Rábahídvégu zidal novo cekev.
- Danijel Küzmitš cistercijan in monošterski prior